# 2461 Клавель
2461 Клавель (2461 Clavel) — астероїд головного поясу, відкритий 5 березня 1981 року.
Тіссеранів параметр щодо Юпітера — 3,177.